# Гроскохберг
Гроскохберг (нем. Großkochberg) — посёлок в Германии, в земле Тюрингия. 
Входит в состав района Заальфельд-Рудольштадт. Население 188 чел. Занимает площадь 0,26 км².
Часовой пояс - Центральная Европа, летнее время
Община подразделяется на 2 сельских округа.